# Fußball-Weltmeisterschaft 2014/Uruguay
Dieser Artikel behandelt die uruguayische Fußballnationalmannschaft bei der Fußball-Weltmeisterschaft 2014. Uruguay nahm zum zwölften Mal an der Endrunde teil und qualifizierte sich wie 2010 als letzte Mannschaft. Mit 3.400.000 Einwohnern hat Uruguay die wenigsten Einwohner aller Endrunden-Teilnehmer. Bei der letzten WM in Brasilien gewann Uruguay letztmals den Titel. Danach wurde noch dreimal das Halbfinale erreicht, zuletzt 2010.

## Qualifikation
Uruguay qualifizierte sich über die Qualifikationsspiele des südamerikanischen Fußballverbandes CONMEBOL und die interkontinentalen Playoff-Spiele für die Weltmeisterschaft in Brasilien.
Alle neun Mannschaften, die neben Gastgeber Brasilien dem südamerikanischen Verband CONMEBOL angehören, spielten in einer einzigen Gruppenphase mit Hin- und Rückspiel gegeneinander, wobei sich für jede Mannschaft insgesamt 16 Begegnungen ergaben und an jedem Spieltag eine Mannschaft spielfrei war. Die vier bestplatzierten Teams qualifizierten sich direkt für die Endrunde der Weltmeisterschaft 2014. Uruguay erkämpfte sich als Fünftplatzierter der CONMEBOL gegen den asiatischen Vertreter Jordanien mit einem Gesamtergebnis von 5:0 aus Hin- und Rückspiel den letzten Startplatz in der WM-Endrunde.
Nachdem Uruguay die Copa América 2011 gewonnen hatte, ging die Mannschaft als einer der Favoriten in die Qualifikation, zumal Uruguay bei der letzten WM beste südamerikanische Mannschaft war und mit Diego Forlán den besten Spieler der WM gestellt hatte. In den ersten Spielen konnte Uruguay – zumindest daheim – auch an die Favoritenrolle anknüpfen und erzielte in den ersten drei Heimspielen jeweils vier Tore, verlor dann aber am sechsten Spieltag deutlich gegen Kolumbien und auch die nächsten fünf Spiele konnten nicht gewonnen werden. Durch vier Siege in den letzten fünf Spielen bei nur einer Niederlage, konnte zwar mit Ecuador Punktgleichheit erreicht werden, durch die schlechtere Tordifferenz wurde aber nur der fünfte Platz erreicht. Dadurch musste sich Uruguay über die Playoffspiele gegen Jordanien qualifizieren und durch den höchsten Auswärtssieg in einem interkontinentalen Playoffspiel wurde schon im Hinspiel in Amman der Grundstein für die Qualifikation gelegt. Diese wurde dann auch beim Rückspiel trotz torlosen Ausgangs nicht mehr verspielt.
Zusammen mit Mexiko bestritt Uruguay von allen qualifizierten Mannschaften die meisten Qualifikationsspiele (je 18). Nur die nicht qualifizierten Mannschaften Jordanien und Panama bestritten mehr Qualifikationsspiele (je 20).

### Gruppenphase
Tabelle
| Pl. | Land        | Sp. | S | U | N  | Tore    | Diff. | Punkte |
| --- | ----------- | --- | - | - | -- | ------- | ----- | ------ |
| 1.  | Argentinien | 16  | 9 | 5 | 2  | 035:150 | +20   | 32     |
| 2.  | Kolumbien   | 16  | 9 | 3 | 4  | 027:130 | +14   | 30     |
| 3.  | Chile       | 16  | 9 | 1 | 6  | 029:250 | +4    | 28     |
| 4.  | Ecuador     | 16  | 7 | 4 | 5  | 020:160 | +4    | 25     |
| 5.  | Uruguay     | 16  | 7 | 4 | 5  | 025:250 | ±0    | 25     |
| 6.  | Venezuela   | 16  | 5 | 5 | 6  | 014:200 | −6    | 20     |
| 7.  | Peru        | 16  | 4 | 3 | 9  | 017:260 | −9    | 15     |
| 8.  | Bolivien    | 16  | 2 | 6 | 8  | 017:300 | −13   | 12     |
| 9.  | Paraguay    | 16  | 3 | 3 | 10 | 017:310 | −14   | 12     |

Spielergebnisse
| Datum      | Ort                     | Heimmannschaft | - | Gast        | Ergebnis  | Torschützen für Uruguay                                      |
| ---------- | ----------------------- | -------------- | - | ----------- | --------- | ------------------------------------------------------------ |
| 07.10.2011 | Montevideo              | Uruguay        | – | Bolivien    | 4:2 (3:1) | Suárez (3.), Lugano (25., 71.), Cavani (34.)                 |
| 11.10.2011 | Asunción                | Paraguay       | – | Uruguay     | 1:1 (0:0) | Forlán (68.)                                                 |
| 11.11.2011 | Montevideo              | Uruguay        | – | Chile       | 4:0 (0:0) | Suárez (42., 45., 67., 73.)                                  |
| 02.06.2012 | Montevideo              | Uruguay        | – | Venezuela   | 1:1 (1:0) | Forlán (38.)                                                 |
| 10.06.2012 | Montevideo              | Uruguay        | – | Peru        | 4:2 (2:1) | Suárez (15.), Pereira (29.), Rodríguez (62.), Eguren (90.+3) |
| 07.09.2012 | Barranquilla (COL)      | Kolumbien      | – | Uruguay     | 4:0 (1:0) |                                                              |
| 11.09.2012 | Montevideo              | Uruguay        | – | Ecuador     | 1:1 (0:1) | Cavani (66.)                                                 |
| 12.10.2012 | Mendoza (ARG)           | Argentinien    | – | Uruguay     | 3:0 (0:0) |                                                              |
| 16.10.2012 | La Paz (BOL)            | Bolivien       | – | Uruguay     | 4:1 (2:0) | Suárez (80.)                                                 |
| 22.03.2013 | Montevideo              | Uruguay        | – | Paraguay    | 1:1 (0:0) | Suárez (81.)                                                 |
| 26.03.2013 | Santiago de Chile (CHL) | Chile          | – | Uruguay     | 2:0 (1:0) |                                                              |
| 11.06.2013 | Puerto Ordaz (VEN)      | Venezuela      | – | Uruguay     | 0:1 (0:1) | Cavani (27.)                                                 |
| 06.09.2013 | Lima (PER)              | Peru           | – | Uruguay     | 1:2 (0:1) | Suárez (43./Elfm., 67.)                                      |
| 10.09.2013 | Montevideo              | Uruguay        | – | Kolumbien   | 2:0 (0:0) | Cavani (77.), Stuani (80.)                                   |
| 11.10.2013 | Quito (ECU)             | Ecuador        | – | Uruguay     | 1:0 (1:0) |                                                              |
| 15.10.2013 | Montevideo              | Uruguay        | – | Argentinien | 3:2 (2:2) | Rodríguez (6.), Suárez (34./Elfm.), Cavani (49.)             |

### Relegation
13. November 2013:
Jordanien – Uruguay 0:5 (0:2), Tore: Pereira (22.), Stuani (42.), Lodeiro (70.), Rodríguez (78.), Cavani (90.+1)
20. November 2013:
Uruguay – Jordanien 0:0
Óscar Tabárez setzte in den 18 Spielen 29 Spieler ein. Lediglich Edinson Cavani kam in allen Spielen zum Einsatz. Bester Torschütze war Luis Suárez mit 11 Toren, wodurch er zusammen mit Deon McCauley und Robin van Persie bester Torschütze der Qualifikation war. Am 6. September 2013 wurde er durch seine zwei Tore gegen Peru wieder alleiniger Rekordtorschütze Uruguays, nachdem er während des FIFA-Konföderationen-Pokals 2013 Diego Forlán schon einmal abgelöst hatte, danach aber wieder von ihm eingeholt und überholt worden war.

## Vorbereitung
Testspiele:
- 05. März 2014 in Klagenfurt gegen Österreich[1]: 1:1 (Torschütze für Uruguay: Pereira/66.)
- 30. Mai in Montevideo gegen Nordirland: 1:0 (Torschütze: Stuani/61.)
- 04. Juni in Montevideo gegen Slowenien: 2:0 (Torschützen: Cavani/37. und Stuani/76.)

## Endrunde

### Kader
Am 13. Mai wurde der vorläufige Kader mit 25 Spielern benannt, der später auf 23 Spieler reduziert wurde. Erfahrenster Spieler im Kader war Rekordnationalspieler Diego Forlán, der bereits bei der WM-Endrunde 2002 zu einem Einsatz kam und 2010 als bester Spieler ausgezeichnet wurde. 15 weitere Spieler standen ebenfalls schon im 2010er WM-Kader, als Uruguay Platz 4 belegte. Am 30. Mai 2014 gab Tabárez sein endgültiges Aufgebot bekannt und strich aus der Liste des vorläufigen Kaders die beiden Spieler Alejandro Silva und Sebastián Eguren.
| Nr.         | Name                | Verein vor WM-Beginn  | Länderspiel- einsätze | Länderspiel- tore | Geburtstag         | Spiele | Tore |   |   |   | WM-Teilnahmen | WM-Spiele (vor 2014) | WM-Tore (vor 2014) |
| ----------- | ------------------- | --------------------- | --------------------- | ----------------- | ------------------ | ------ | ---- | - | - | - | ------------- | -------------------- | ------------------ |
| Torhüter    |                     |                       |                       |                   |                    |        |      |   |   |   |               |                      |                    |
| 12          | Rodrigo Muñoz       | Club LibertadMA       | 0                     | 0                 | 22. Januar 1982    | 0      | 0    | 0 | 0 | 0 |               |                      |                    |
| 01          | Fernando Muslera    | Galatasaray IstanbulP | 058                   | 0                 | 16. Juni 1986      | 4      | 0    | 1 | 0 | 0 | 2010          | 7                    | 0                  |
| 23          | Martín Silva        | Vasco da Gama*        | 04                    | 0                 | 25. März 1983      | 0      | 0    | 0 | 0 | 0 | 2010          | 0                    | 0                  |
| Abwehr      |                     |                       |                       |                   |                    |        |      |   |   |   |               |                      |                    |
| 22          | Martín Cáceres      | Juventus TurinM       | 057                   | 01                | 7. April 1987      | 4      | 0    | 1 | 0 | 0 | 2010          | 2                    | 0                  |
| 19          | Sebastián Coates    | Nacional Montevideo   | 015                   | 0                 | 7. Oktober 1990    | 1      | 0    | 0 | 0 | 0 |               |                      |                    |
| 04          | Jorge Fucile        | FC Porto              | 042                   | 0                 | 19. November 1984  | 1      | 0    | 0 | 0 | 0 | 2010          | 5                    | 0                  |
| 13          | José María Giménez  | Atlético MadridM      | 006                   | 0                 | 20. Januar 1995    | 3      | 0    | 1 | 0 | 0 |               |                      |                    |
| 03          | Diego Godín         | Atlético MadridM      | 077                   | 03                | 16. Februar 1986   | 4      | 1    | 1 | 0 | 0 | 2010          | 5                    | 0                  |
| 02          | Diego Lugano        | West Bromwich Albion  | 094                   | 09                | 2. November 1980   | 1      | 0    | 1 | 0 | 0 | 2010          | 6                    | 0                  |
| 16          | Maximiliano Pereira | Benfica LissabonM, P  | 090                   | 03                | 8. Juni 1984       | 3      | 0    | 0 | 0 | 1 | 2010          | 7                    | 1                  |
| Mittelfeld  |                     |                       |                       |                   |                    |        |      |   |   |   |               |                      |                    |
| 17          | Egidio Arévalo Ríos | Monarcas Morelia      | 055                   | 0                 | 1. Januar 1982     | 4      | 0    | 1 | 0 | 0 | 2010          | 7                    | 0                  |
| 05          | Walter Gargano      | FC Parma              | 063                   | 01                | 23. Juli 1984      | 1      | 0    | 0 | 0 | 0 | 2010          | 3                    | 0                  |
| 20          | Álvaro González     | Lazio Rom             | 043                   | 02                | 29. Oktober 1984   | 4      | 0    | 0 | 0 | 0 |               |                      |                    |
| 14          | Nicolás Lodeiro     | Botafogo FR           | 026                   | 03                | 21. März 1989      | 3      | 0    | 0 | 0 | 0 | 2010          | 3                    | 0                  |
| 06          | Álvaro Pereira      | FC São Paulo          | 057                   | 06                | 28. November 1985  | 3      | 0    | 0 | 0 | 0 | 2010          | 5                    | 1                  |
| 15          | Diego Perez         | FC Bologna            | 089                   | 02                | 18. Mai 1980       | 0      | 0    | 0 | 0 | 0 | 2010          | 7                    | 0                  |
| 18          | Gastón Ramírez      | FC Southampton        | 029                   | 0                 | 2. Dezember 1990   | 2      | 0    | 0 | 0 | 0 |               |                      |                    |
| 07          | Cristian Rodríguez  | Atlético MadridM      | 073                   | 08                | 30. September 1985 | 4      | 0    | 0 | 0 | 0 |               |                      |                    |
| Angriff     |                     |                       |                       |                   |                    |        |      |   |   |   |               |                      |                    |
| 21          | Edinson Cavani      | Paris Saint-GermainM  | 062                   | 21                | 14. Februar 1987   | 4      | 1    | 0 | 0 | 0 | 2010          | 6                    | 1                  |
| 10          | Diego Forlán        | Cerezo Osaka          | 110                   | 36                | 19. Mai 1979       | 2      | 0    | 0 | 0 | 0 | 2002, 2010    | 8                    | 6                  |
| 08          | Abel Hernández      | US PalermoM2          | 012                   | 07                | 8. August 1990     | 2      | 0    | 0 | 0 | 0 |               |                      |                    |
| 11          | Christian Stuani    | Espanyol Barcelona    | 010                   | 04                | 12. Oktober 1986   | 4      | 0    | 0 | 0 | 0 |               |                      |                    |
| 09          | Luis Suárez         | FC Liverpool          | 077                   | 39                | 24. Januar 1987    | 2      | 2    | 0 | 0 | 0 | 2010          | 6                    | 3                  |
| Trainerstab |                     |                       |                       |                   |                    |        |      |   |   |   |               |                      |                    |
|             | Óscar Tabárez       | Trainer               |                       |                   | 3. März 1947       | 4      |      |   |   |   | 1990, 2010    | 11                   |                    |
|             | Celso Otero         | Trainerassistent      | 1                     | 0                 | 1. Februar 1958    |        |      |   |   |   | 1986          | 0                    | 0                  |
|             |                     | Torwarttrainer        |                       |                   |                    |        |      |   |   |   |               |                      |                    |
|             |                     | Konditionstrainer     |                       |                   |                    |        |      |   |   |   |               |                      |                    |

1. ↑  M = Der Verein wurde in der Saison 2013/14 Meister, MA = Der Verein wurde in der Saison 2013 Meister der Apertura, M2 = Der Verein wurde in der Saison 2013/14 Meister der zweithöchsten Liga des Landes und spielt in der Saison 2014/15 in der höchsten Liga, * = Der Verein spielt in der 2. Liga des Landes.
2. 1 2  Angegeben sind nur die Spiele und Tore, die vor Beginn der Weltmeisterschaft absolviert bzw. erzielt wurden (Quelle (Stand: 16. Mai 2014) (Memento vom 3. Juli 2014 im Internet Archive), aktualisiert nach den Spielen gegen Nordirland am 30. Mai 2014 und Slowenien am 4. Juni 2014)
3. 1 2 3  Als Spieler

### Gruppenphase
Bei der am 6. Dezember 2013 vorgenommenen Auslosung der Endrunde wurde Uruguay als eine von acht Mannschaften aufgrund der Platzierung in der FIFA-Weltrangliste vom Oktober 2013 in Topf 1 gesetzt und als Gruppenkopf der Gruppe D gelost. Da zudem mit England und Italien zwei weitere ehemalige Weltmeister in die Gruppe gelost wurden, trafen erstmals bei einer WM-Endrunde drei ehemalige Weltmeister in einer Vorrundengruppe aufeinander. Als vierte Mannschaft wurde Costa Rica hinzugelost, gegen das sich Uruguay in den Playoff-Spielen für die letzte Endrunde durchsetzen konnte. Gegen Italien spielte Uruguay zuletzt im Spiel um Platz 3 beim FIFA-Konföderationen-Pokal 2013, wobei Uruguay nach einem 2:2 nach Verlängerung das Elfmeterschießen mit 2:3 verlor. Von neun Spielen gegen Italien vor der WM konnte Uruguay drei gewinnen, zwei wurden verloren und vier endeten remis. Bei einer Weltmeisterschaft trafen beide zuletzt 1990 im Achtelfinale aufeinander, wobei Italien mit 2:0 gewann. In der Vorrunde 1970 trennten sich beide 0:0 und erreichten gemeinsam das Viertelfinale. Gegen England spielte Uruguay zuletzt am 1. März 2006 in einem Freundschaftsspiel und verlor in Liverpool mit 1:2. Der letzte Sieg gegen England gelang am 22. Mai 1990 in London. Bei Weltmeisterschaften trafen beide zuletzt 1966 im torlosen Eröffnungsspiel aufeinander. Als Weltmeister traf Uruguay 1954 im Viertelfinale auf England und behielt mit 4:2 die Oberhand. Auch gegen England ist die Gesamtbilanz mit vier Siegen und je drei Remis und Niederlagen noch positiv. Gegen Costa Rica spielte Uruguay noch nie bei einer WM-Endrunde, die Vor-WM-Bilanz ist mit sechs Siegen und zwei Remis ebenfalls positiv.
Alle drei Vorrundenspielorte lagen an der Atlantikküste. In São Paulo bestritt Uruguay bei der WM 1950 die beiden Spiele der Finalrunde gegen Schweden und Spanien. Zudem fanden dort schon mehrere Spiele gegen Brasilien und andere Mannschaften im Rahmen der Copa América statt. In Fortaleza bestritt Uruguay bisher lediglich am 27. August 1980 ein Freundschaftsspiel gegen Brasilien, das mit 0:1 verloren wurde. In Natal hatte Uruguay bis zur WM noch nie gespielt.
Mannschaftsquartier war das JN Resort in Sete Lagoas.
| Rang | Land       | Tore | Punkte |
| ---- | ---------- | ---- | ------ |
| 1    | Costa Rica | 4:1  | 7      |
| 2    | Uruguay    | 4:4  | 6      |
| 3    | Italien    | 2:2  | 3      |
| 4    | England    | 2:4  | 1      |

- Sa., 14. Juni 2014, 16:00 Uhr (21:00 Uhr MESZ) in Fortaleza
 Uruguay –  Costa Rica 1:3 (1:0)
- Do., 19. Juni 2014, 16:00 Uhr (21:00 Uhr MESZ) in São Paulo
 Uruguay –  England 2:1 (1:0)
- Di., 24. Juni 2014, 13:00 Uhr (18:00 Uhr MESZ) in Natal
 Italien –  Uruguay 0:1 (0:1)

### K.-o.-Runde
- Achtelfinale: Sa., 28. Juni 2014, 17:00 Uhr (22:00 Uhr MESZ) in Rio de Janeiro (Maracanã)
 Kolumbien –  Uruguay 2:0 (1:0)

Im Achtelfinale musste Uruguay ohne Luis Suárez antreten, der von der FIFA wegen seiner Beiß-Attacke gegen Giorgio Chiellini im Spiel gegen Italien für 9 Spiele gesperrt wurde.
Es war das 38. Spiel zwischen beiden Mannschaften. Die Bilanz mit zuvor 18 Siegen, 8 Remis und 11 Niederlagen wurde durch die Niederlage nur geringfügig verschlechtert. Aber die Bilanz bei Weltmeisterschaften ist nun ausgeglichen, denn 1962 gewann Uruguay in der Vorrunde mit 2:1 gegen Kolumbien.

## Sportliche Auswirkungen
Trotz des Ausscheidens im Achtelfinale, konnte sich Uruguay in der FIFA-Weltrangliste um einen Platz auf Platz 6 verbessern und war damit zunächst noch hinter Argentinien und Kolumbien drittbeste südamerikanische Mannschaft in der Rangliste.